# Kostel svatého Klimenta (Holešovice)
Kostel svatého Klimenta v pražských Holešovicích, známý též jako kostel svatého Klementa, je filiální kostel ve farnosti u kostela sv. Antonína Paduánského, před jehož postavením byl sídlem farní expozitury v tehdejších Holešovicích-Bubnech. Nachází se na území někdejší vsi Bubny v prostoru mezi ulicemi Kostelní, Dukelských hrdinů a Skalecká nad Holešovickými lázněmi v blízkosti Strossmayerova náměstí. Kostel je kulturní památkou ČR(od roku 1964 zapsán jako kulturní nemovitá památka).

## Historie

### Středověk
Tento kostel je nejstarší dochovanou stavbou v dnešních Holešovicích. První písemná zmínka se datuje do roku 1234. Tento rok je považován za první věrohodně doložený. Přesto se může zdát pochopitelné hledat prvopočátky stavby v ještě dřívější době, a to vzhledem k velmi rané první zmínce o Bubnech z roku 1088 a předpokládanému brodu přes Vltavu nedaleko odsud, který byl využíván již v dávných dějinách. Rok 1234 rovněž zaznamenává v 18. století Joannis Kohn, křížovník s červeným srdcem a administrátor kostela sv. Klimenta ve svém spise Pro Memoria Ecclesia Bubensis (Na paměť bubenského kostela).
Úpravy proběhly v roce 1311. Joannes Kohn sepsal záznam k 25. červenci (Octavo Calendas Augusti) tohoto roku, v souvislosti s Eliškou, královnou českou (jedná se o Elišku Přemyslovnu), která přispívala na bubenský kostel a hřbitov. Také píše o poděkováních Zderazskému klášteru za donace. Dle jiných zdrojů přináší zpráva z tohoto roku informaci o tom, že dva obyvatelé Buben darovali pozemek na výstavbu nového kostela a hřbitova. Není zcela vyloučeno, že současná stavba je výsledkem této aktivity a starší stavbu (románskou svatyni) je třeba hledat jinde. Kromě toho archeologický průzkum, který zde proběhl v roce 1997, neprokázal doklady raně středověkého osídlení či pohřbívání.
K dalším proměnám kostela došlo po husitských válkách.

### Raný novověk

#### 16. století
Z roku 1572 pochází zmínka o hlavním zvonu v kostele od zvonaře Brikcího z Cimperka. Tehdy do něj byla vyryta jména tehdejších rychtářů a některých holešovických a bubenských obyvatel. Jedním z nich byl i Vavřinec Nemanický, dobrodinec tohoto kostela a nejstarší člen rodu Nemanických, vlastnících již odpradávna hospodu/krčmu v Holešovicích, na jejímž místě později stával hostinec „U koruny“. K ní připadala rozsáhlá pole a od roku 1587 hořejší přívoz s chalupou. Dalšími jmény jsou: Jan rychtář holešovický, Jan Jakub, Petr Bartošek, Šimon Pernaušek z Holešovic, Jiří rychtář z Buben, Jiří Pernaušek, Václav Turek, Mikuláš Pernaušek.

#### Za třicetileté války a za Maxmiliána Valentina z Martinic
V roce 1639 byl kostel při obléhání Prahy Švédy vypálen, jiné zdroje uvádějí rok 1603. Poté byl v letech 1659 až 1677 za přispění majitele panství Maxmiliána Valentina z Martinic obnoven. Joannis Kohn jej ve svém díle zmiňuje již v souvislosti s rokem 1656. Co se barokní přestavby kostela týče, šlo například o plastické ozdoby v presbytáři chrámu či obraz Panny Marie na oltáři.
V knize zaznamenávající finanční záležitosti pro Bubny, Holešovice, ale také libeňské panství, jsou vedeny zápisy počínající dobou Maxmiliána Valentina z Martinic a končící zpravidla v 2. polovině 18. století. Jsou zde uváděny příjmy kostelní a gruntovní (necírkevní – z hospodářství). Kniha začíná jménem Jana Františka Šfentlera z Šfentleru. Často se objevuje jméno Maxmiliána Valentina z Martinic. Je zde uveden i s tituly jako pan Maxmilián Valentin, Svaté říše římské hrabě z Martinic, nejvyšší hofmistr království českého.

#### Křížovníci s červeným srdcem
V roce 1680 postoupil Jiří Adam podací právo kostela bubenského proboštům křižovnického kláštera sv. Kříže na Starém městě pražském, čímž bylo docíleno povýšení chrámu sv. Klimenta na farní kostel. K farní osadě sv. Klimenta v Bubnech náležely Bubny, Holešovice a všechny vinice za vodou v Holešovičkách. O to, kam přísluší ostrov Štvanice, se vedly spory – zdali pod správu faráře u sv. Petra na Poříčí nebo bubenského administrátora. O dvacet let později rozhodla arcibiskupská konsistoř, že Štvanice je součástí farnosti u sv. Petra.
Rok 1680, v souvislosti s křížovníky s červeným srdcem, uvádí i Joannis Kohn. Mimo to je zmiňováno jméno Adolfa z Martinic a prvního správce kostela svatého Klimenta, Procopia Czechia.
Kniha č. 2587 z Národního archivu, fondu APA III. obsahuje mimo spis Pro Memoria Ecclesia Bubensis i dílo Administratores Ecclesia Bubensis, neboli Správci bubenského kostela. Zde jsou uvedena jména křižovníků a datace jejich vykonávání úřadu. Jak již bylo zmíněno, prvním zaznamenaným je Procopius Czechius, působící jako správce bubenského kostela v letech 1684 až 1687. Ambrosius Blahowecz byl v úřadu 1692–1694. Franciscus Kessel je uváděn i s konkrétním datem převzetí úřadu – 13. srpna – roku 1699, chybí ale datum ukončení působení. Paulus Brodsky nemá u svého jména zaznamenáno žádné datum. Petrus Anzebsky je uveden s přesnou datací zahájení výkonu – 28. srpna 1702. Po něm se do úřadu opět vrací Franciscus Kessel, jmenován jako správce 19. února 1709. Joannes Eustachius Riedl bubenský kostel spravoval od 12. října 1712. Následně je podruhé zaznamenáno jméno Paulus Brodsky, nyní s daty 14. května 1717, jakožto dobou zahájení výkonu, a 1732 – ukončení jako působení v úřadu. Sigismundus Franciscus Büller, který nastoupil v září 1732, spravoval bubenský kostel až do své smrti 28. března 1758. Joannes Swatojansky byl do úřadu jmenován 28. března 1758, umírá roku 1762. Franciscus Benedictus Khun převzal úřad 4. října 1762. Jako správce bubenského kostela působil do 13. května 1770. Antonius Pompejus byl v úřadu od 25. května 1770 do 7. června téhož roku.

#### Vybavení kostela na počátku 18. století
Další součástí knihy č. 2587 je spis pod názvem Inventarium Ecclesia Sancti Clementis Bubna, čili Inventář kostela sv. Klementa. U Inventáře není uvedeno datum sepsání, ale jelikož je podepsán Paulus Brodsky, jakožto administrátor kostela svatého Klimenta, je tedy zřejmé, že byl manuskript vytvořen buď na přelomu 17. a 18. století, nebo mezi léty 1717 a 1732. Tehdy byl Paulus Brodsky totiž administrátorem tohoto kostela.

##### Příklad
Takovýchto církevních předmětů je zde uvedeno přes padesát. Patří mezi ně například: cínová lampa – jedenkrát; olej pro nemocné – jedenkrát; kotlíky pro svěcenou vodu – dvakrát; velký železný svícen pro malé svíčky – jedenkrát; různobarevné závoje – dvanáctkrát; polštáře – sedmkrát. Mimo to je součástí vybavení kostela i devět větších a jedenáct menších obrazů.

##### Figury, sochy
V inventáři je v souvislosti s oltářem zmíněno několik vět o figurách světců – sv. Víta, sv. Václava, sv. Barbory a dvě řezby sv. Kateřiny, ve kterých je svěcený vosk vykládaný svíčkami. Na straně je malý oltář sv. Anny, s vyřezávanou figurou. Na stěně je socha svatého Jana Nepomuckého.

##### Zvony
Inventář uvádí, že kostel svatého Klimenta disponuje celkem sedmi zvony, a to jedním ve větší věži (již zmiňovaný k roku 1572), třemi menšími v malé věži, jedním při sakristii, a dvěma pro ministranty.

#### Za válek o rakouské dědictví
Joannis Kohn píše o roce 1742, v souvislosti s okupací Prahy Francouzi, Bavory a Sasy. K 20. červnu se objevuje muž jménem Andreas Andre Capitaneus a Gadica Legione Equesti Didicour. U data 30. července je uveden Francois de Feret Baron de Fournes Capitaine au Regiment du Roy Cavallerie de Mysmes Cala Province du Lanque Diz.

### Moderní dějiny

#### Konec 18. století
Ke konci 18. století je v souvislosti s kostelem sv. Klimenta v pramenech často zmiňován kanovník jménem Joannes Kautzky.

#### Další úpravy
Po připojení obce k Praze roku 1885 kapacita kostela přestala dostačovat, proto roku 1899 byla dostavěna loď. Na přilehlém hřbitově se pohřbívalo až do roku 1886. Nejznámějším náhrobkem je hrob vojína 18. praporu polních myslivců, který padl v prusko-rakouské válce v roce 1866.
V roce 1920 se z kostela sv. Klimenta přesunul zmiňovaný zvon z roku 1572 do kostela sv. Antonína Paduánského.

#### Otázka patronátu kostela sv. Klimenta
V záznamu z 29. července 1905, č. 8809, je uvedeno, že Josef Richtr, majitel velkostatku Malá Bubna a v deskách zemských zapsaný jako patron kostela sv. Klimenta v Bubnech, hájený panem Popelem, advokátem v Praze č. p. 40/II, zažádal o přenesení patronátu tohoto kostela na pražskou obec, případně zrušení kostela. Obrací se na Knížecí arcibiskupskou konsistoř a žádá ji o to, aby zavedla potřebné řízení.
13. července 1904 napsal dopis konsistoři a ta se 14. srpna s touto žádostí obrátila v záznamu č. 8515 na Radu královského hlavního města Prahy. Po usnesení z 10. července 1905 oznámila 25. července Rada pražská v přípisu č. 121044 zamítnutí této žádosti.         
Rada pražská také zmiňuje toto rozhodnutí jakožto odpověď na dotaz z 11. července 1905. Není však uvedeno, o jaký se jedná, přičemž, jak již bylo zmíněno, žádost Josefa Richtra byla podána v roce předešlém.
Advokát Popel je v souvislosti s kostelem sv. Klimenta zmiňován již v roce 1898 (26. března) v záznamu č. 3008, kdy se jej zástupci c. k. místodržitelství v Čechách v přípisu č. 11710 táží ohledně správy jmění tohoto filiálního kostela. V přípise 11710 také píší knížecí arcibiskupské konsistoři v Praze. Uvádějí, že správou kostela sv. Klimenta se dle razítka na výpisech účtů, každoročně předkládaných, zabýval zádušní úřad obce Holešovice-Buben. To se nicméně po spojení této obce s Prahou změnilo. Místodržitelství se ptá, kdo nyní kostel spravuje a kdo ustanovil Jindřicha Lipše zádušním účetním.
V záznamu 4159 je v přípise č. 10499 z 29. dubna 1897 zaznamenána smlouva o odprodeji části pozemku a parcely č. k. 613, patřící kostelu sv. Klimenta, k obci pražské k účelu rozšíření ulice Kostelní.      
C. k. místodržitelství žádá Popel spisem č. 888 z 5. května 1897, aby předloženou smlouvu schválilo.

#### Jan Šimůnek
3. července 1919 podal Jan Šimůnek, duchovní správce při chrámu sv. Antonína Paduánského, arcibiskupské konsistoři v Praze v dopise čj. 2395 žádost o udělení farního beneficia v Praze VII (Bubna-Holešovice) náležejícího pod patronát hl. města Prahy.           
Uvádí své zkušenosti, mezi kterými je mimo jiné i to, že byl od 1. listopadu 1901 ustanoven kaplanem při farní exposituře v Praze VII (zřízené v roce 1899), po smrti Antonína Nepila, prvního duchovního správce farní expositury na Praze VII. 3. ledna 1918 byl arcibiskupským Ordinariátem jmenován duchovním správcem této expozitury (tehdy už však kostel sv. Klimenta nebyl po několik let ústředním kostelem pro Holešovice-Bubny).
Dále píše o tom, že za svou práci u farní expozitury na Praze VII. obdržel roku 1907 od arcibiskupské konsistoře dekret pochvaly, v roce 1910 mu Jeho Eminence nejdůstojnější arcipastýř propůjčil právo synodalií, v roce 1914 konečné právo nosit expositorium canonicale a projevuje nejvyšší spokojenost nad jeho působením, i za jeho zásluhy o zbudování kostela sv. Antonína Paduánského. Pochvalné uznání mu jménem arcibiskupské konsistoře vyslovil i městský vikář. Zmiňuje i další kladné reference (např. z doby, kdy byl katechetou ve škole v Nuslích), ale už žádné další z doby, kdy působil na Praze VII. K dopise přikládá přílohu, ve které jsou tyto informace doloženy a rozepsány.
Jan Šimůnek svou žádost o udělení farního beneficia u sv. Antonína podal deset dní před ukončením konkurzní lhůty (stanovené ve spise č. 9870 arcibiskupskou konsistoří na 13. července 1919). Mimo něj se ucházelo i pět dalších zájemců, a to: 1) Silvestr Hrnčíř, 1. kaplan u sv. Štěpána v Praze, 2) Ferdinand Hrouda, kaplan v Olšanech, 3) Václav Cháb, 2. kaplan u sv. Štěpána v Praze, 4) Václav Roudnický, kaplan u Panny Marie Sněžné v Praze, 5) Václav Horák, kaplan u sv. Ludmily na Královských Vinohradech.    
Den po konci konkurzní lhůty byla Slavné radě hlavního města Prahy odeslána petice podepsaná několika sty žen bydlících na Praze VII., jíž vzdaly podporu Janu Šimůnkovi. Jejich jménem psala Alžběta Madlová, majitelka domů na Praze VII, čís. 755. Kopie petice byla zaslána i arcibiskupské konsistoři. Petice na podporu Jana Šimůnka podepsaná muži žijícími na Praze VII. byla sepsána již na jaře téhož roku.   
Alžběta Madlová uvádí v bodech několik důvodů, proč si podepsané ženy přejí, aby farní beneficium u kostela sv. Antonína bylo uděleno právě Janu Šimůnkovi.
Zaprvé vyzdvihuje jeho dlouholeté působení v holešovické farní obci, díky kterému ho místní obyvatelé znají. Uvádí, že pokud by v konkurzu uspěl někdo odjinud, pro obyvatele Prahy VII by bylo problémem, že ho neznají (nikdy by sympatií a důvěry občanstva nezískal); i za předpokladu, že by byl schopný.          
Zadruhé píše, že se během své dlouholeté práce jako jediný kaplan na Praze VII setkal s velkým množstvím starostí, i volného času svého musel užívati ku vykonání povinností, jichž při 40tisícové populaci bylo nad síly dvou kněží.  
Zatřetí zaznamenává to, jak se Jan Šimůnek dokázal vypořádat s četnými křivdami a útoky od některých místních lidí, kteří by u nás v čele duchovní správy rádi viděli duchovního, jenž by hověl jejich choutkám lépe, nežli dosavadní F. (farář) Šimůnek, jenž mimo kostel a farní kancelář společnosti nevyhledává a žije jen a jediné svým povinnostem kněžským, svému farnímu úřadu a své stařičké matičce, kteréž odpůrci F. Šimůnka ztrpčili poslední dni dohořívajícího života.      
Nakonec začtvrté vypisuje Šimůnkovy zásluhy o zbudování kostela sv. Antonína, na který sám přispíval tisícovými částkami; ty také získával od některých dobrodinců, kteří věnovali chrámu např. za mnoho tisíc varhany, zvony, kalichy atd. Šimůnek byl zvolen předsedou spolku pro vystavění a vnitřní zařízení chrámu sv. Antonína.

## Popis

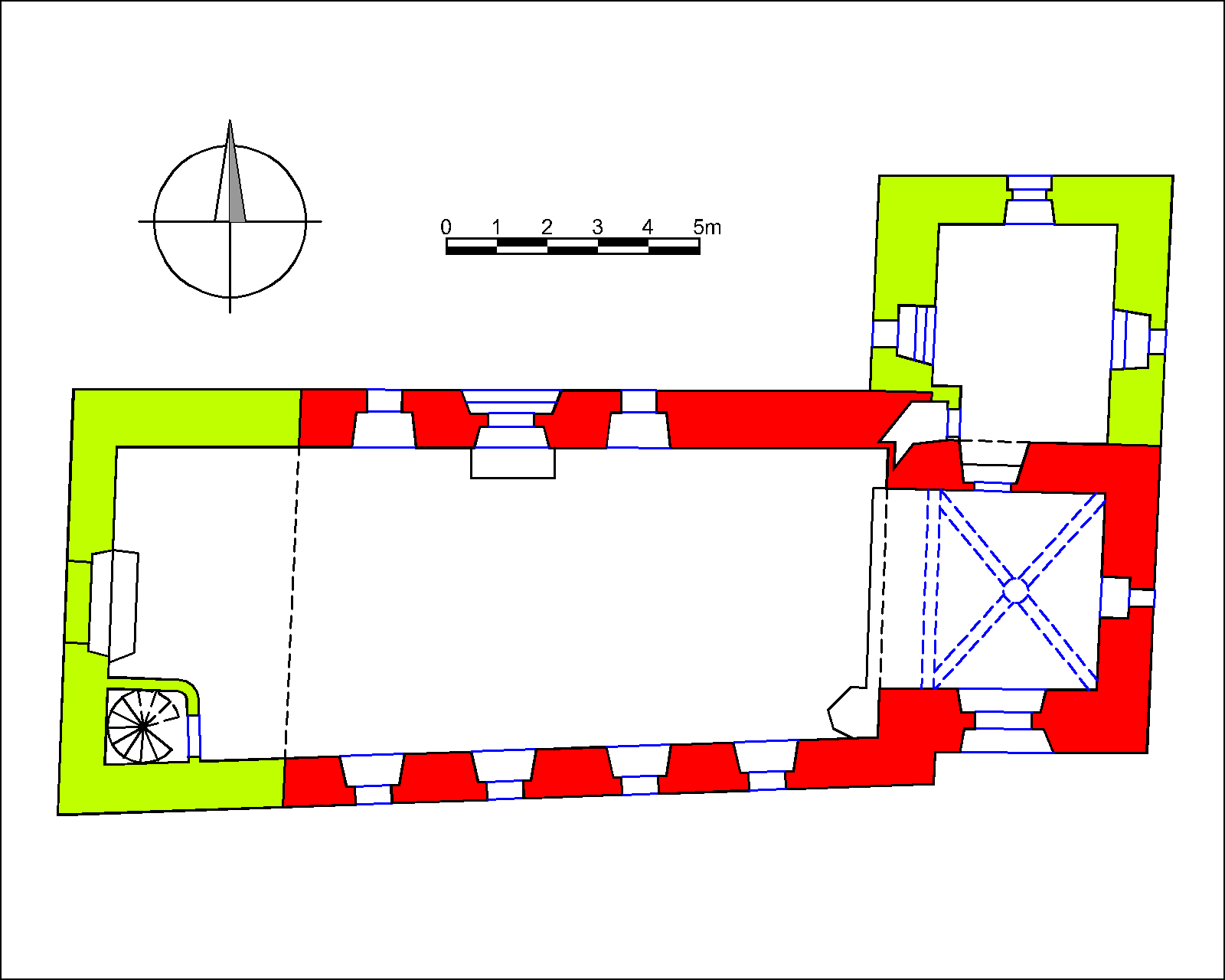
Půdorys kostela (podle VLČEK 2012)

### Současný stav pod vlivem středověku
Mimo informací o původu kostela a prvních zmínkách o něm se k středověku vztahuje už jen to, že kostelní sakristie bývá považována za raně gotickou.

### Současný stav pod vlivem raného novověku

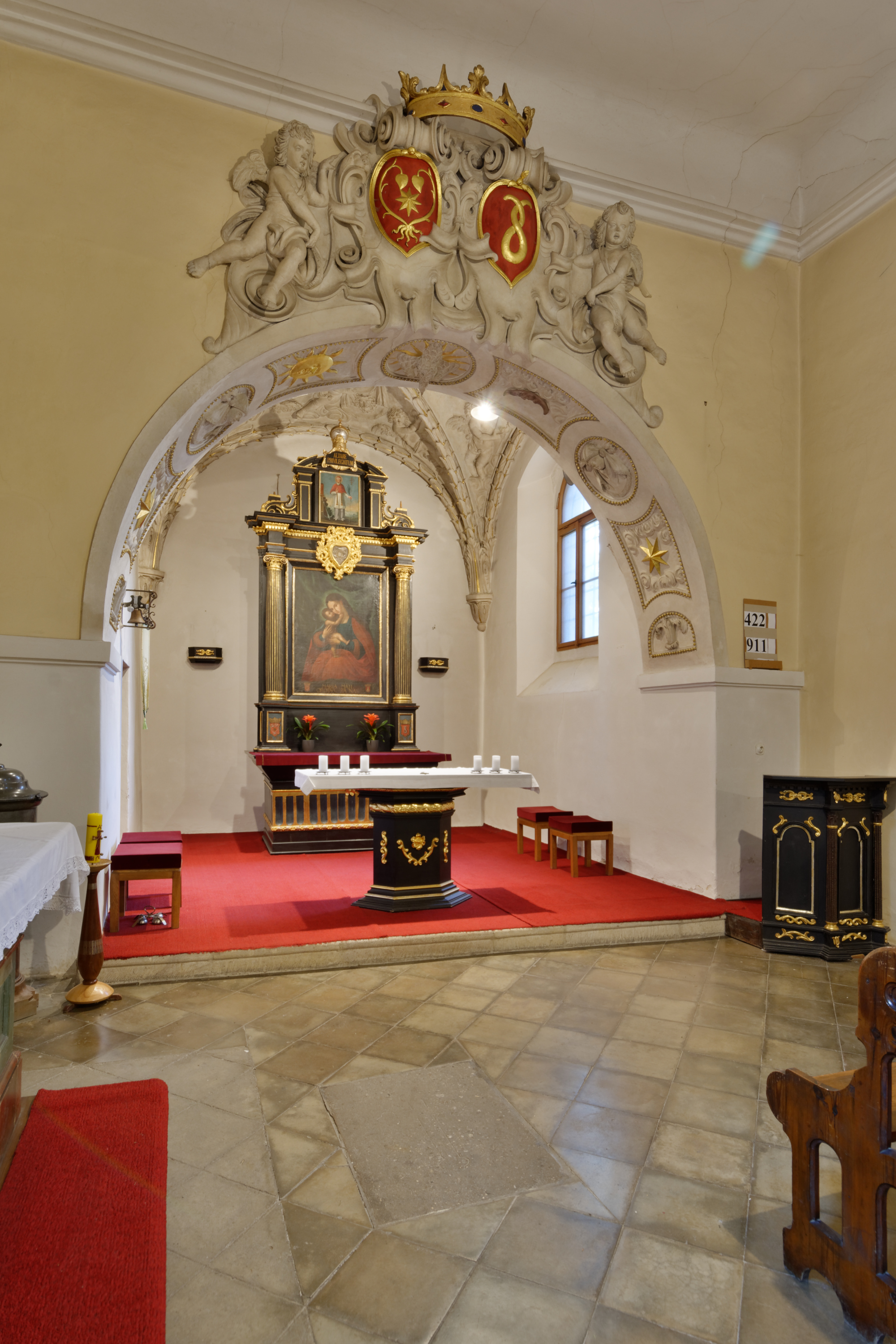
Pohled z lodi do kněžiště.

Barokní úpravy mají velice důležitý význam. Nepřekvapivě souvisejí s již mnohokrát zmiňovaným Maxmiliánem Valentinem z Martinic. Probíhaly v letech 1659 – 1677. Hned v prvním roce tohoto období vznikla současná bohatá štuková výzdoba. V klenbě presbyteria je v raně barokním štuku zobrazeno dvanáct andělíčků s nástroji umučení Krista. Žebra pokrývají do svazků složené zlacené vavřínové listy. Na klenáku je oválný medailon s monogramem Krista, obvinutý zlacenými stuhami. Nad hlavním oltářem, ve východní kápi klenby, drží prostřední z andílků roušku sv. Veroniky, zatímco andílci po stranách pozvedají trnovou korunu a sloup obvinutý provazy, u něhož byl Kristus bičován. Na severní kápi prostřední andílek pozvedá v levé ruce meč a ucho, které usekl Šimon Petr Malchusovi, sluhovi velekněze. Druhou rukou svírá lucernu. Andílek vedle něj drží kohouta jako symbol Petrova zapření Krista. Třetí andílek pak přináší hlavu Jana Křtitele. V západní kápi je zobrazen andílek se žebříkem, po jeho boku si jiný andílek hraje s kostkami a další přináší kopí. V jižní kápi drží prostřední andílek konvici a mísu Pilátovu pro umývání rukou. Sousední andělíček vyndává tři hřeby z košíku. Třetí anděl křečovitě svírá oběma rukama kříž. Dva andílci přidržují nad vítězným obloukem alianční znak v korunovaných kartuších. Na levé straně je znak Maxmiliána Valentina z Martinic a napravo Anny Kateřiny z Bokůvky. Nalevo uprostřed lekna vyrůstajícího z pěti kořenů spočívá osmihrotá hvězda a napravo jsou dva zkřížené buvolí rohy. Vítězný oblouk vyplňuje štukatura. Její pole lemují pásky s astragaly. Ve vrcholu se nachází kruhový medailon s holubicí Ducha Svatého obklopenou zlacenými paprsky. Podél medailonu jsou obdélná pole s mírně vykrojenými kratšími stranami a se zlacenými vyobrazeními slunce a měsíce. Vedlejší kruhová pole zdobí dekorativní ženské hlavy obvinuté šlojířem. Řada štuk je ukončena obdélnými poli s osmihrotými hvězdami a segmentově ukončeným polem s vegetabilním dekorem.
Maxmilián Valentin z Martinic a Anna Kateřina z Bokůvky, patroni kostela, sem rovněž věnovali černozlatý oltář. O více než půlstoletí později, zřejmě roku 1730, vznikla při hlavním oltáři na klasicistních konzolách poprsí sv. Klimenta a sv. Vojtěcha, dnes nedochovaná.      

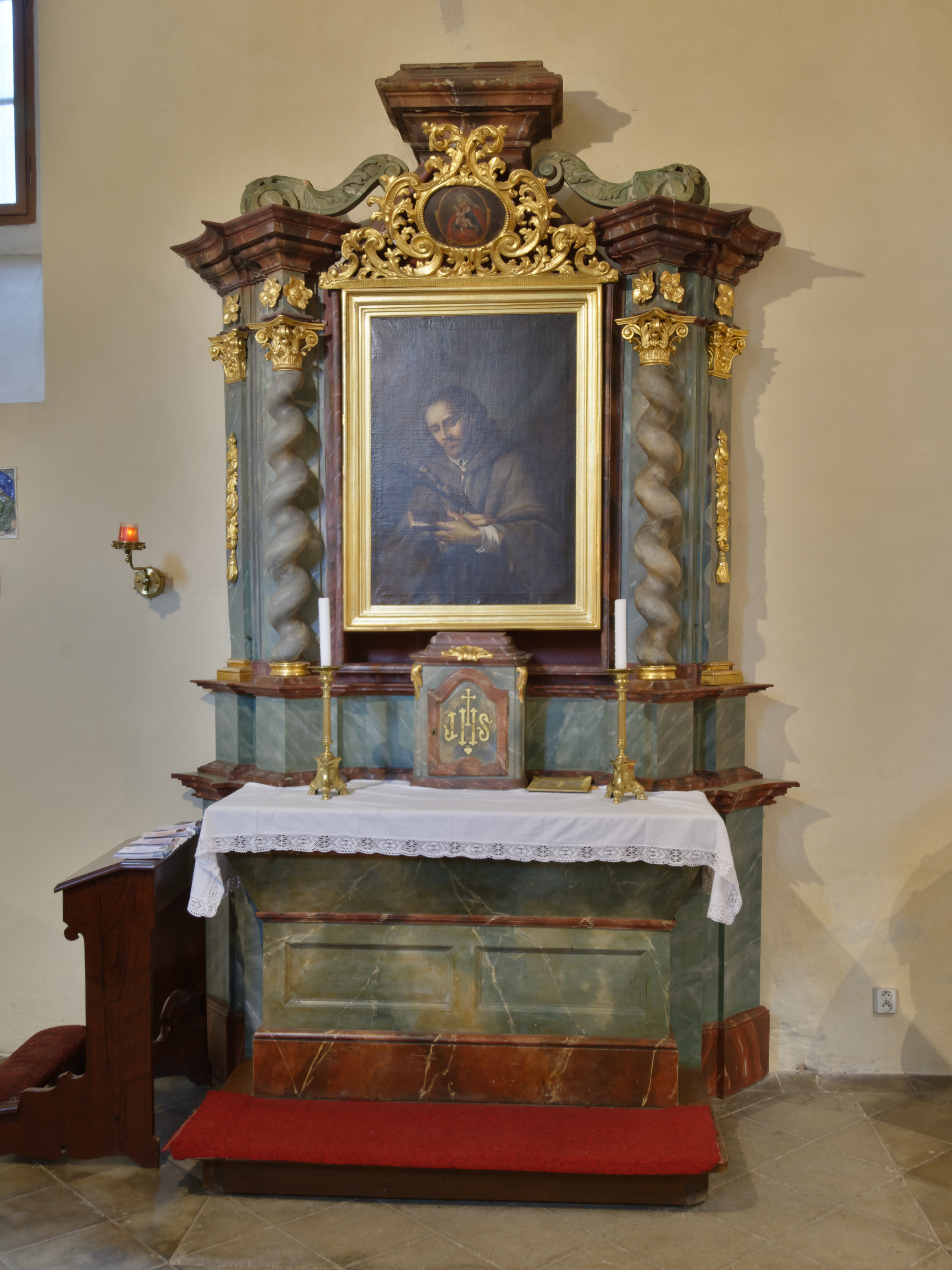
Oltář svatého Jana Nepomuckého

Kolem r. 1740 byl vytvořen oltář svatého Jana Nepomuckého. Retábl rámují pilířky a tordované sloupky se zlacenými korintskými hlavicemi. Z první pol. 18. st. rovněž pochází i obraz s polopostavou sv. Jana Nep. na modlitbách. V nástavci je oválná kartuš s akantovým rámcem, ve které je vyobrazena P. Maria s Ježíškem. Nástavec dříve vrcholil figurou sv. Jana Křtitele s beránkem a hlavičkou andílka. V kryptě pod oltářem bývaly ostatky barona Jakuba Wimmera, přenesené ze hřbitova.

## Současný stav pod vlivem moderních dějin
Pro historii posledních dvou/dvou a půl století je v souvislosti s kostelem klíčová historizující přestavba v roce 1898. Nicméně již předtím (a poté) se děly události, pro tuto budovu významné. Roku 1855 si kostel prošel dalšími důležitými opravami. Byl opravován z farních příspěvků, přispěl na něj ale také i Ferdinand Dobrotivý, kardinál Friedrich Schwarzenberg a světící biskup Vilém Tippmann a strahovský opat Jeroným II. Josef Zeidler. V r. 1892 bylo poukázáno na to, že je kostel zcela nedostačující pro tehdy již velmi zalidněné Holešovice-Bubny. Městské zastupitelstvo v čele s primátorem Janem Podlipným shledalo optimálním řešením rozšíření kostela a zbourání kruchty. Nejdříve se v roce 1895 jednalo jen o opravu, návrh ale 23. 5. 1898 schválila městská rada a vyčlenila na to prostředky ve výši 3623 zl. a 38 kr. O rok později byl kostel odloučen od fary v Bubenči a byla zde zřízena samostatná fara. V dnešní podobě, vzniklé rozšířením v tomto roce, se jedná o nevelký kostelík s lehce obdélnou plochostropou lodí (7 x 6 m) a téměř čtvercovým, křížově zaklenutým presbytářem. Blok sakristie vystupuje z obdélného půdorysu na sev. straně ve vých. konci. Jeho korunní římsa probíhá ve stejné výšce s korunní římsou lodi. Z konce 19. stol. pochází rovněž okna, osvětlující blok sakristie a loď kostela. Mají připodobňovat románský sloh, nicméně jejich zkosení připomíná spíše gotiku. Vých. průčelí zakončuje trojúhelný štít a v něm spočívají dvě malá polokruhově ukončená okénka. Nad presbytářem se nachází poněkud mohutný sanktusník ve čtvercovém provedení. 
Z 19. stol. zřejmě pochází i poměrně jednoduchá menza při hlavním oltáři. Na predele jsou vyobrazeny znaky dárců – Maxmiliána Valentina z Martinic a Anny Kateřiny z Bokůvky. Retábl rámují zlacené a kanelované jónské sloupky, které nesou bohatě profilovanou římsu zdobenou vejcovcem. Ve středu římsy je kartuš ve tvaru srdce v akantovém rámci (relikviář). Nástavec je zdoben volutami, malými pilastry a rustikálními vyobrazeními sv. Klimenta s křížem a palmovou ratolestí. Řezané postavičky andílků, dekorující nástavec, byly z bezpečnostních důvodů uloženy v depozitáři. Také tabernákl byl roku 1999 odstraněn.      
Keramická křížová cesta při oltáři sv. Jana Nep. byla vytvořena Františkem Kotrbou. Křtitelnice z konce 18. st. na noze ze sliveneckého mramoru má víko od Josefa Schellera z 1890. Varhany byly postaveny 1857, původní vzhled prospektu zcela zastřela úprava z 1942.

### Zajímavosti
- Jan Werich na starém Holešovickém hřbitově v roce 1968 natočil s Vladimírem Škutinou pro Československou televizi část vzpomínkového cyklu „Přiložte životopis“.

Protože nebylo možno sehnat klíč od vrat k hřbitůvku, všichni, včetně pana Wericha, jsme ta vrata přelezli. I zvukaři s aparaturami. Hrobeček vojína Václava Hory byl zasněžen a byla vůkol atmosféra jak v Raisových Zapadlých vlastencích...
Vladimír Škutina
- U kostela byl uložen morový sloup ze zaniklého hřbitova v místech ulice Na Šachtě.